# Ронан О’Гара
Ронан О’Гара (енгл. Ronan O'Gara; 7. март 1977) бивши је рагбиста, рекордер по броју постигнутих поена за ирску репрезентацију и једна од највећих легенди ирског рагбија.

## Биографија
Висок 183 цм, тежак 83 кг, О’Гара је играо на позицији број 10 - Отварач (енгл. Fly half). Целу каријеру је провео у Манстеру, са којим је освојио титулу шампиона Европе. За Манстер је одиграо 240 утакмица и постигао 2625 поена. За репрезентацију Ирске одиграо је 128 тест мечева и постигао 1083 поена. Ишао је на 3 турнеје са лавовима. Са Ирском је освајао куп шест нација. Чувеним дроп киком против Велса, донео је Ирској 2009. Гренд Слем после 61 године чекања.